# 11689 Frankxu
11689 Frankxu este o planetă minoră (asteroid), cu un diametru de 4,109 km, din centura de asteroizi. A fost descoperită pe 20 martie 1998 la Magdalena Ridge Observatory⁠(d) de Lincoln Near-Earth Asteroid Research. 
Obiectul prezintă o orbită caracterizată de o semiaxă mare de 2,5549858 UAi, o excentricitate de 0,04, o înclinație de 14,81835 ° în raport cu ecliptica.